# Gaja Grzegorzewska
Œuvres principales
Topielica (La Noyée)
Compléments
http://gajagrzegorzewska.pl/
Gaja Grzegorzewska, née le 11 mai 1980 à Cracovie, est une écrivaine polonaise.

## Biographie
Gaja Grzegorzewska a effectué sa scolarité secondaire au lycée Stanisław Wyspiański de Cracovie (pl) (VIII Liceum Ogólnokształcące) et des études de cinéma à l'université Jagellonne de Cracovie.
Elle est l'auteur notamment d'une série de romans policiers relatant les aventures de la détective privée Julia Dobrowolska, qui lui a permis d'obtenir le prix littéraire Nagroda Wielkiego Kalibru (pl) au festival international du polar de Wrocław en 2011.
Elle est pratiquante de capoeira, art martial afro-brésilien.

## Œuvre
- 2006 : Żniwiarz (Le Moissonneur), EMG,  (ISBN 83-92298-02-0)
- 2007 : Noc z czwartku na niedzielę (La Nuit de jeudi à dimanche), EMG,   (ISBN 978-83-92298-06-9)
- 2009 : Orchidea (avec Ireneusz Grin (pl) et Marcin Świetlicki) (L'Orchidée), EMG,  (ISBN 978-83-92558-35-4)
- 2010 : Topielica (La Noyée), EMG,   (ISBN 978-83-92558-38-5)
- 2012 : Grób (Le Tombeau), EMG,  (ISBN 978-83-93101-88-7)
- 2014 : Betonowy pałac (Le Palais de béton), Wydawnictwo Literackie,  (ISBN 978-83-08-05375-1)